# Кусинский литейно-машиностроительный завод
Кусинский литейно-машиностроительный завод (КЛМЗ) — промышленное предприятие в г. Куса Челябинской области. Занимается производством энергетического и вспомогательного оборудования, товаров народного потребления, изделий архитектурно-художественного и чугунного литья.
С 2007 года ООО «Кусинский литейно-машиностроительный завод»" входит в Холдинговую группу «ТЭП-Холдинг», в рамках которой на базе многолетнего успешного партнёрства объединены крупнейшие заводы-производители котельного и котельно-вспомогательного оборудования, а именно: ОАО «Бийский котельный завод», ООО «Кусинский литейно-машиностроительный завод», ОАО «Белоозёрский энергомеханический завод».

## История завода
В 1754 году у горы Моховой владельцы Косотурского завода братья Мосоловы приобрели у башкирцев-вочинцев так называемое «Кусинское место» для строительства завода. В 1778 году новым владельцем «Кусинского места», тульским предпринимателем Илларионом Лугининым, в месте впадения р. Кусы в Ай был основан Кусинский завод. Сюда были переведены рабочие люди с Златоустовского завода и купленные крестьяне Ветлужского округа Костромского наместничества.
В 1798 году Кусинский завод был взят «в содержание казённого ведомства».
По состоянию на 1800 год на заводе работало 150 рабочих, в Кусинском заводе (название посёлка при предприятии) проживало 2000 жителей.
В 1801 году Кусинский завод был продан московскому купцу 1-й гильдии, владельцу Златоустовских заводов Кнауфу Андрею Андреевичу. На заводе была увеличена выделка металла, введены новые технические усовершенствования.
В 1801—1811 годах завод перерабатывал до 350 тысяч пудов руды в год, получая до 160 тысяч пудов чугуна и литья и до 50 тысяч пудов железа и изделий из него.

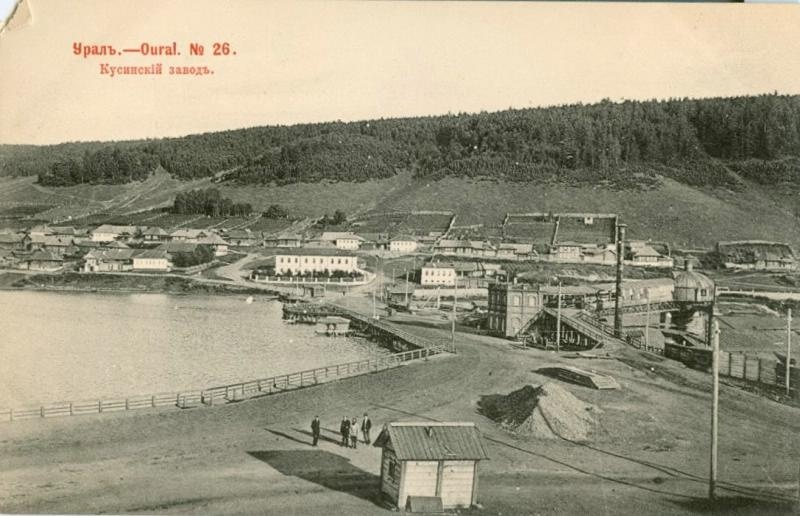
Златоустовский уезд. Кусинский завод. Открытка 1903 г.

В 1811 году был образован казённый Златоустовский горный округ, в состав которого вошёл и Кусинский завод.
С 1812 по 1814 год во время Отечественной войны на Кусинском заводе отливались ядра и снаряды для действующей армии. Их производство возобновлялось в другие военные кампании. Согласно ЭСБЕ, в 1890 году было «добыто руд 401295 пд. Выплавлено чугуна 264666 пд., выделано железа 57863 пд., металлических изделий 414 пд.»
В первой половине XIX века на Кусинском заводе было освоено производство печного и архитектурного литья, в 1883 году было налажено литьё художественных изделий из чугуна.
С 1914 по 1917 год во время Первой мировой войны на Кусинском заводе производились боеприпасы.
После падения монархии из-за недостатка средств производство в 1922 году на Кусинском заводе было остановлено и было возобновлено лишь в 1924 году.
В 1932 году начался выпуск продукции для энергетики, в 1935 году был построен цех художественного литья.
В 1942 году предприятие получило наименование «Кусинский машиностроительный завод».
8 января 1943 года посёлок «Кусинский завод» преобразован в город районного подчинения Куса.
В 1960-е годы завод стал одним из ведущих предприятий в СССР по выпуску энергетического оборудования.
В 1961—1985 годы произведена большая реконструкция заводских зданий и мощностей.
В 2005 году освоен выпуск модульных котельных установок, применяемых как на промышленных предприятиях, так и в жилищно-коммунальном хозяйстве.
В 2007 году присоединение к группе компаний «ТЭП-Холдинг».
В 2007 году освоен выпуск трубных систем котлов ДКВр (ДКВр-2,5; ДКВр-4; ДКВр-6,5-13; ДКВр-6,5-23; ДКВр-10).
В 2008 году введён в работу цех блочно-модульных котельных.
В 2010 году начато производство транспортабельных котельных установок ПКН-2М совместно с ЗАО «БиКЗ-Блочно-модульные котельные».
В 2011 году начато освоение производства номенклатуры Бийского котельного завода.